# Buena Vista Ferry

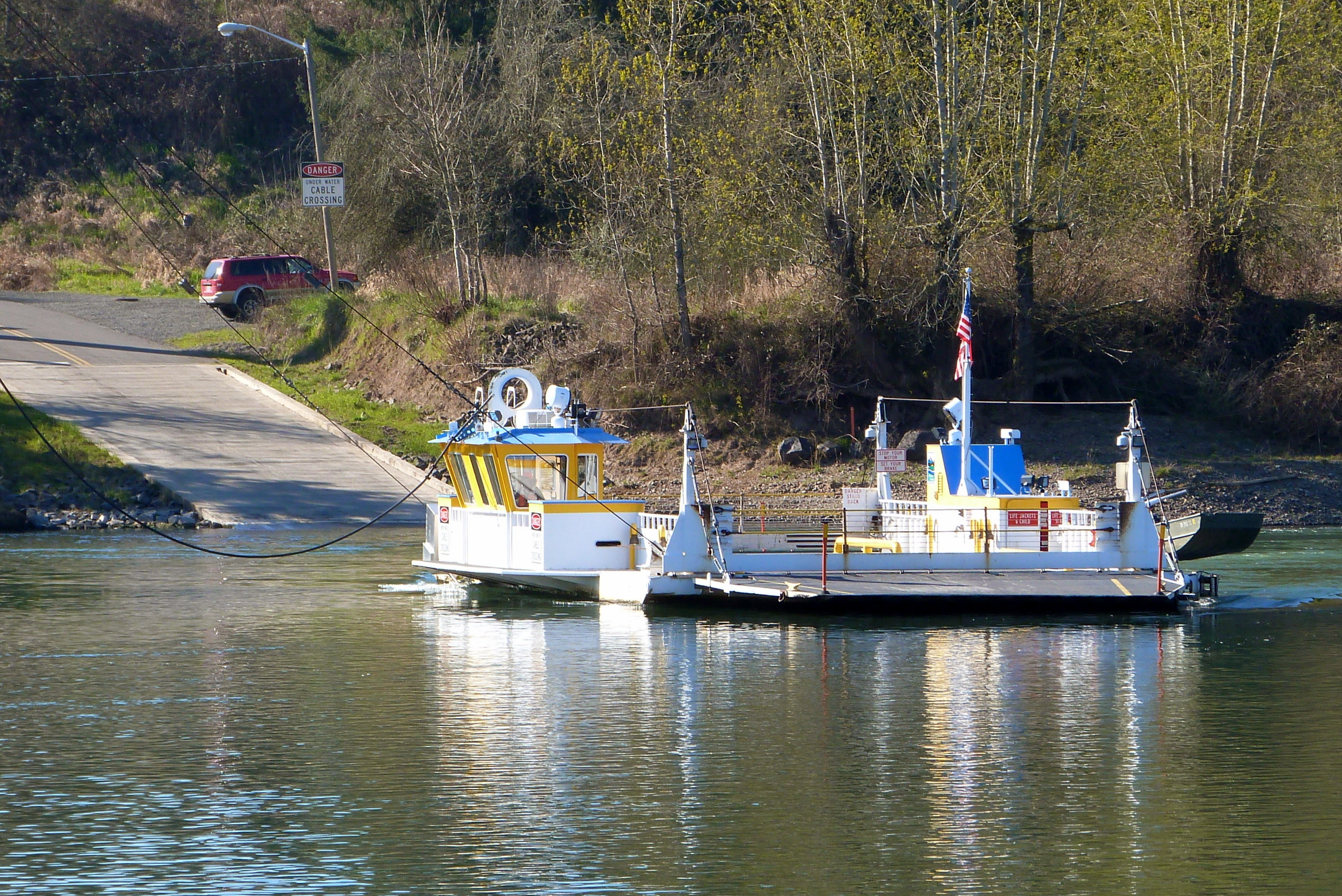
Die heutige Buena Vista Ferry

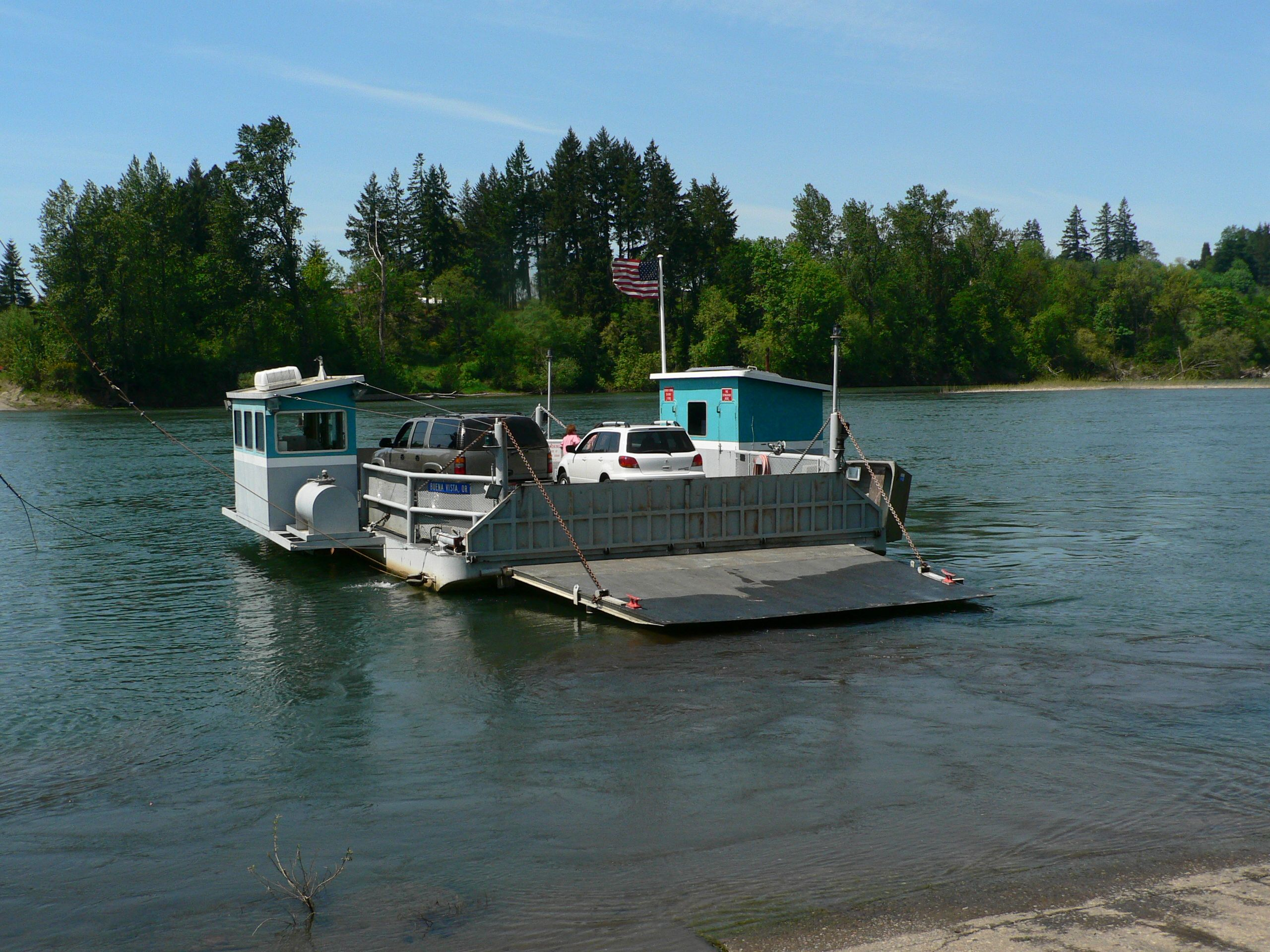
Die bis 2011 betriebene, ehemalige Fähre

Die Buena Vista Ferry ist einer Fährverbindung im US-amerikanischen Bundesstaat Oregon. Sie verbindet Marion County und Polk County über den an dieser Stelle 220 Meter breiten Willamette River.
Bis 2011 wurde der Betrieb mit einer Oberleitungsfähre nur von April bis Oktober durchgeführt.
Im Jahr 2011 baute Diversified Marine in Portland in Oregon eine größere Oberleitungsfähre, die über eine Oberleitung mit Drehstrom mit einer Spannung von 480 Volt und einer Frequenz von 60 Hertz versorgt wird. Sie wurde über staatliche Infrastrukturinvestitionen teilfinanziert. Sie ist jetzt das ganze Jahr über an allen sieben Tagen der Woche von 7:00 bis 19:00 Uhr in Betrieb.